# 克雷茲堡 (印第安納州)
克雷茲堡（英語：Kreitzburg）是位於美國印地安納州萊克縣的一個非建制地區。該地的面積和人口皆未知。